# Unternehmensstrafrecht
Als Unternehmensstrafrecht, auch Verbandsstrafrecht, wird ein Teilgebiet des Wirtschaftsstrafrechts bezeichnet, das die Sanktionierung von juristischen Personen und Personenverbänden durch Kriminalstrafen regelt.
Ein Unternehmensstrafrecht existiert in Deutschland derzeit nicht, da das Strafrecht nur die Bestrafung natürlicher Personen zulässt, nicht aber der juristischen Personen, für die sie tätig geworden sind. Eine Möglichkeit, Unternehmen zu sanktionieren, besteht derzeit nur nach dem Ordnungswidrigkeitenrecht, vor allem § 30 OWiG. Der Grund dafür ist, dass juristische Personen nach der bestehenden Strafrechtsdogmatik handlungs- und schuldunfähig und damit nicht straffähig sind. Seit Jahrzehnten wird diskutiert, ob der Gesetzgeber eine Gesetzesgrundlage für die Bestrafung juristischer Personen für das Verhalten ihrer Vertreter und Mitarbeiter schaffen sollte.

## Rechtslage
Die Sanktionierung von Unternehmen erfolgt im deutschen Recht derzeit über das Ordnungswidrigkeitenrecht und nur mittelbar – vor allem nach § 73b Abs. 1 Nr. 1 StGB und § 74e StGB – über das Strafrecht.
Die Legitimation einer Kriminalstrafe für Unternehmen ist umstritten. Zum Teil wird gegen die Notwendigkeit einer solchen Strafe angeführt, dass das bisherige ordnungswidrigkeitenrechtliche Sanktionensystem ausreichend sei. Etwaige Defizite, beispielsweise ein zu niedriger Bußgeldrahmen oder mangelnde Sanktionsarten, könnten auch über eine Anpassung des Gesetzes über Ordnungswidrigkeiten (OWiG) beseitigt werden.
Gravierender sind die strafrechtsdogmatischen bzw. verfassungsrechtlichen Bedenken, die gegen eine strafrechtliche Sanktionierung von Unternehmen geäußert werden. Dies betrifft vor allem die Unvereinbarkeit mit dem Schuldprinzip, wonach niemand bestraft werden darf, den keine Schuld trifft. Schuld setzt nach h. M. voraus, dass dem Täter vorwerfbar ist, dass er sich gegen das Recht und für das Unrecht entschieden hat. Diese Entscheidung erfordert ein sozialethisches Bewusstsein, das nur bei natürlichen Personen, nicht aber bei Unternehmen vorhanden sein kann.
Von Unternehmerseite wird anstelle von Sanktionen ein Belohnungssystem abhängig vom Grad der unternehmensinternen Compliance-Bemühungen gefordert.

### Ordnungswidrigkeitenrecht
Der Ursprung von Geldbußen gegen juristische Personen und Personenvereinigungen liegt für Deutschland im Kartellrecht. 1929 verhängte das Kartellgericht beim Reichswirtschaftsgericht gegen den Norddeutschen Zementverband eine „Ordnungsstrafe“ in Höhe von 50.000 ℛℳ, 1932 gegen den Süddeutschen Kohlenwirtschaftsverband eine in Höhe von 30.000 ℛℳ. Folgende Gesetze wie das Wirtschaftsstrafgesetz von 1949 sahen Geldbußen vor. 1968 wurde mit § 19 OWiG eine umfassende Rechtsgrundlage geschaffen.
Heute ist die zentrale Rechtsnorm im Gesetz über Ordnungswidrigkeiten zur Sanktionierung von Unternehmen § 30 OWiG. Nach dieser Vorschrift kann gegen eine juristische Person oder Personenvereinigung eine Geldbuße von bis zu zehn Millionen Euro festgesetzt werden, wenn durch ein Organ, einen Vertreter oder eine sonstige mit der Leitung des Unternehmens betraute Person eine Straftat oder Ordnungswidrigkeit begangen worden ist, durch die Pflichten, welche die juristische Person oder die Personenvereinigung treffen, verletzt worden sind oder die juristische Person oder die Personenvereinigung bereichert worden ist oder werden sollte.
Diese Norm ermöglicht eine Sanktionierung durch die Anknüpfung an die Tat eines Mitglieds des Unternehmens. Neben dem Strafrahmen von zehn Millionen Euro kommt der Möglichkeit der Gewinnabschöpfung nach § 17 Abs. 4 OWiG besondere Bedeutung zu. Durch diese Vorschrift kann der wirtschaftliche Vorteil, den das Unternehmen durch die Tat erhalten hat, eingezogen werden. Übersteigt dieser Vorteil das gesetzliche Höchstmaß der Verbandsgeldbuße von zehn Millionen Euro, kann diese Grenze überschritten werden.
Wenn keine Geldbuße festgesetzt wird, besteht gem. § 29a OWiG die Möglichkeit der Einziehung des Wertes von Taterträgen (früher Verfall genannt). Hierbei handelt es sich um die Nebenfolge einer Ordnungswidrigkeit in Form einer Vermögensabschöpfung, mit deren Hilfe gewährleistet werden soll, dass der Begünstigte aus der Tat keinen Vorteil zieht („crime does not pay“). Die Einziehung kann sich nicht nur gegen den Täter der Ordnungswidrigkeit richten, sondern nach § 29a Abs. 2 Nr. 1 OWiG auch gegen einen anderen, für den der Täter gehandelt hat, beispielsweise eine juristische Person.

### Strafrecht und Strafverfahrensrecht
Die strafrechtliche Sanktionierung von Unternehmen erfolgt daneben ausschließlich über die Einziehung nach den §§ 73 ff. StGB. Wie im Ordnungswidrigkeitenrecht wird diese Einziehung primär gegen den Täter oder Teilnehmer festgesetzt. Hat dieser allerdings „für einen anderen gehandelt und hat dadurch dieser etwas erlangt“, so kann auch gegen den anderen gemäß § 73b Abs. 1 Nr. 1 StGB die Einziehung von Taterträgen angeordnet werden (früher Verfall genannt). Anderer in diesem Sinne kann jede natürliche oder juristische Person oder Personengruppe sein. Auch Tatprodukte, Tatmittel und Tatobjekte können bei anderen eingezogen werden (§ 74a), wobei die Handlung des Täters dem anderen zugerechnet wird, wenn es sich bei ihm etwa um eine juristische Person oder eine Personenvereinigung handelt (§ 74e).
Während der Einziehung von Tatprodukten, Tatmitteln und Tatobjekten der Strafcharakter noch zugesprochen wird, handele es sich bei der Einziehung von Taterträgen (Verfall) nach überwiegender Ansicht nicht um eine Strafe im Sinne des Verfassungsrechts. Für ein vom Verfall betroffenes Unternehmen stellt sich dies faktisch gleichwohl als empfindliche Sanktion dar: aufgrund des sog. Bruttoprinzips hat das vom Verfall betroffene Unternehmen nicht nur den Nettogewinn herauszugeben, sondern die Gesamtheit dessen, was für die Straftat oder aus ihr erlangt worden ist. Gewinnmindernde Kosten können beim Verfall daher nicht in Abzug gebracht werden.
Der Bundesgerichtshof hat dies wie folgt konkretisiert:

„Jedenfalls gebietet die Aufgabe der bisherigen und die Wahl der neuen Formulierung in Verbindung mit der erklärten Absicht des Gesetzgebers die Auslegung, daß wirtschaftliche Werte, die in irgendeiner Phase des Tatablaufs erlangt wurden (jedes ‚etwas‘), in ihrer Gesamtheit erfaßt und abgeschöpft werden sollen […].“

Mit Abschöpfung des über den Nettogewinn hinaus Erlangten wird nach dem Bundesgerichtshof „primär ein Präventionszweck“ verfolgt, der zur „Verhinderung gewinnorientierter Straftaten“ beitragen soll.
Der BGH hat ausdrücklich klargestellt, dass auf diese Weise der Verfallsbetroffene – und damit das Unternehmen – das Risiko strafbaren Handelns seiner Mitglieder trägt, auch wenn dies für das Unternehmen einen erheblichen wirtschaftlichen Nachteil bedeuten kann. Der BGH sieht aber die entsprechenden gesetzlichen Regelungen (und die Auslegung im Sinne des Bruttoprinzips) als rechtmäßig an:

„Der Senat verkennt nicht, dass mit dem Bruttoprinzip dem Verfallsbetroffenen ein – mitunter erheblicher – wirtschaftlicher Nachteil zugefügt werden kann. Dies findet seine Rechtfertigung jedoch darin, dass nicht auf wohlerworbenes, sondern auf Vermögen zugegriffen wird, das durch vorausgegangene rechtswidrige Taten bemakelt ist. Um Repression oder Vergeltung geht es dabei nicht. Weil der Verfall keine schuldbezogene individuelle Vorwerfbarkeit voraussetzt, kann und soll er nicht dem (individuellen) Schuldausgleich dienen. […] Das Schuldprinzip ist daher auf den Verfall nicht anwendbar. Das gilt auch, soweit dieser nach dem Bruttoprinzip über den Vermögensvorteil hinaus angeordnet wird […].“

Verfahrensrechtlich wird die Anordnung der Einziehung gegen das Unternehmen durch eine Beteiligung des Unternehmens im Strafprozess umgesetzt über die §§ 421 ff. StPO. Die betroffene juristische Person oder Personenvereinigung hat dann die Stellung eines Nebenbeteiligten nach den §§ 421ff., § 424 StPO (Einziehungsbeteiligter).

## Gesetzesinitiativen

### Gesetzentwurf des Landes Nordrhein-Westfalen (2013)
Im Jahr 2013 wurde ein entsprechender Gesetzesvorschlag des Landes Nordrhein-Westfalen veröffentlicht. Der Gesetzentwurf versuchte, durch die Normierung von Verbandsstraftatbeständen an das „spezifische Verbandsunrecht“ anzuknüpfen. Es bestehe darin, dass der Verband in einer solchen Weise defizitär organisiert sei, dass delinquentes Verhalten geduldet, begünstigt oder gar provoziert werde. Dieser Zusammenhang wird im Begriff der „organisierten Unverantwortlichkeit“ zusammengefasst.
Zentrale Norm für die strafrechtliche Sanktionierung von Unternehmen war im Gesetzentwurf des Landes Nordrhein-Westfalen § 2 VerbStrG-E:

„§ 2 Verbandsstraftaten
(1) Ist durch einen Entscheidungsträger in Wahrnehmung der Angelegenheiten eines
Verbandes vorsätzlich oder fahrlässig eine verbandsbezogene Zuwiderhandlung
begangen worden, so wird gegen den Verband eine Verbandssanktion verhängt.
(2) Ist in Wahrnehmung der Angelegenheiten eines Verbandes eine
verbandsbezogene Zuwiderhandlung begangen worden, so wird gegen den Verband
eine Verbandssanktion verhängt, wenn durch einen Entscheidungsträger dieses
Verbandes vorsätzlich oder fahrlässig zumutbare Aufsichtsmaßnahmen,
insbesondere technischer, organisatorischer oder personeller Art, unterlassen
worden sind, durch die die Zuwiderhandlung verhindert oder wesentlich erschwert
worden wäre.“

Gem. § 3 Abs. 1  VerbStrG-E galten „die Vorschriften des Allgemeinen Teils des Strafgesetzbuchs sinngemäß, soweit sie nicht ausschließlich auf natürliche Personen anwendbar sind und dieses Gesetz nichts anderes bestimmt“.
Als Strafe sah der Gesetzesentwurf neben der Geldstrafe als ultima ratio die Auflösung des Unternehmens vor. Eine solche Unternehmensauflösung ist bisher im Straf- und Ordnungswidrigkeitenverfahren nicht vorgesehen, sondern kann nur im Verwaltungsverfahren beispielsweise über § 62 GmbHG bewirkt werden.
Durch geeignete, vorbeugende Compliancebemühungen wird dem Unternehmen aber die Möglichkeit der Strafreduktion eröffnet.
Der Entwurf gelangte nicht in den Gesetzgebungsprozess des Bundes. Er gilt damit als gescheitert.

### Kölner Entwurf (2017)
2017 wurde der Kölner Entwurf eines Verbandssanktionengesetzes der „Forschungsgruppe Verbandsstrafrecht“ vorgelegt. Dieser Vorschlag zwar viel beachtet und diskutiert, mündete jedoch nicht in ein Gesetzesverfahren.

### Referentenentwurf des Bundesjustizministeriums (2019)
Am 22. August 2019 hat das Bundesministerium für Justiz und Verbraucherschutz (Bundesjustizministerium) den Referentenentwurf für ein Gesetz zur Bekämpfung der Unternehmenskriminalität vorgelegt. Sein Kernelement ist der Entwurf eines neuen Gesetzes, des Gesetzes zur Sanktionierung von verbandsbezogenen Straftaten (sogenanntes „Verbandssanktionengesetz“ oder, abgekürzt, VerSanG-E). Am 22. April 2020 hat das Bundesjustizministerium einen überarbeiteten Referentenentwurf vorgelegt. Die Überarbeitung war wegen unterschiedlicher Auffassungen zwischen den Ministerien und auch zwischen den Koalitionsparteien der CDU/CSU und SPD nötig geworden. Der Gesetzesentwurf trägt nun den Titel Gesetz zur Stärkung der Integrität in der Wirtschaft. Zu den wichtigsten Änderungen gehört, dass die Verbandsauflösung (also z. B. die Auflösung der sanktionierten GmbH) aus dem Katalog der Sanktionen gestrichen wurde. Außerdem fallen Vereine nicht mehr in den Anwendungsbereich. Am 16. Juni 2020 hat die Bundesregierung diesen Entwurf ungeachtet der starken Kritik seitens zahlreicher Wirtschaftsverbände, Experten und Teilen der CDU und CSU unverändert verabschiedet. Der Bundesrat hat deutliche Kritik an dem Gesetzesentwurf geübt. Eva Kühne-Hörmann (CDU) erklärte in ihrer Eröffnungsrede der Legal Live, dass der Entwurf weniger die Täter als unbeteiligte Mitarbeiter und Eigentümer treffe und vor allem kleine und mittlere Unternehmen belaste.

## Internationaler Vergleich
Dem deutschen Strafrecht ist die Strafbarkeit juristischer Personen fremd (societas delinquere non potest).
Seit Ende der 1990er-Jahre sieht eine Reihe von EU-Rechtsakten Verantwortlichkeit von und Sanktionen gegen juristische Personen vor.
Die einzelstaatliche Umsetzung ist im Detail recht unterschiedlich.
Gerade in den europäischen Ländern, die dem romanischen Rechtskreis zuzuordnen sind (Frankreich, Italien, Spanien), gibt es bereits seit längerer Zeit entsprechende Rechtsgrundlagen. Auch im außereuropäischen Bereich gibt es verschiedene Regelungen zur Unternehmensstrafbarkeit.
Nach dem österreichischen Verbandsverantwortlichkeitsgesetz (VbVG) können juristische Personen und Personengesellschaften, insbesondere Aktiengesellschaften, Europäische Aktiengesellschaften, Gesellschaften mit beschränkter Haftung, Privatstiftungen, Vereine, Offene Gesellschaften, Kommanditgesellschaften und Europäische wirtschaftliche Interessenvereinigungen mit einer Verbandsgeldbuße belangt werden, wenn ein Entscheidungsträger oder ein Mitarbeiter eine gerichtlich strafbare Handlung begangen hat und diese dem Verband zugerechnet werden kann. In Slowenien gibt es das Gesetz über die Verantwortlichkeit von juristischen Personen für Straftaten (Zakon o odgovornosti pravnih oseb za kazniva dejanja), dass ähnlich zu dem österreichischen VbVG ist.
Eine begriffliche und differenzierende Kategorisierung von Sanktionen, wie sie dem deutschen Recht mit der Unterscheidung zwischen Kriminalstrafe und ordnungswidrigkeitenrechtlicher Sanktion eigen ist, existiert in diesem Maße in anderen Staaten nicht. Der internationale Vergleich lässt zum Teil einen unsystematischen, fast schon umgangssprachlichen Umgang mit dem Begriff der Strafe im Hinblick auf die Sanktionierung von Unternehmen erkennen. Wie der Blick auf das österreichische VbVG zeigt, steht in anderen Ländern die Wirkung einer Sanktion auf das Unternehmen und nicht deren Bezeichnung als Kriminalstrafe im Vordergrund. So kann aus dem internationalen Vergleich kein Argument für die Notwendigkeit eines deutschen Verbandsstrafgesetzbuches gezogen werden, da das deutsche Ordnungswidrigkeitenrecht mit der Verbandsgeldbuße gem. § 30 OWiG eine wirksame Sanktionsmöglichkeit vorsieht und beispielsweise durch die Unternehmenskuratel oder den Abbau von Vollzugsdefiziten bei Anwendung des geltenden Rechts ohne dogmatische Brüche optimiert werden könnte.